# Mickańce
Mickańce (biał. Міцканцы; ros. Мицканцы) – wieś na Białorusi, w obwodzie grodzieńskim, w rejonie werenowskim, w sielsowiecie Dociszki, przy granicy z Republiką Litewską.
Dawniej okolica szlachecka. W dwudziestoleciu międzywojennym leżały w Polsce, w województwie nowogródzkim, w powiecie lidzkim, do 19 maja 1930 w gminie Koniawa, następnie w gminie Raduń.